# Pseudoscabiosa africana
Pseudoscabiosa africana är en tvåhjärtbladig växtart som först beskrevs av Font Quer, och fick sitt nu gällande namn av A. Romo, S. Cirujano, J.B. Peris, G. Stübing. Pseudoscabiosa africana ingår i släktet Pseudoscabiosa och familjen Dipsacaceae. Inga underarter finns listade i Catalogue of Life.